# Johann Georg Eisen von Schwarzenberg
Johann Georg Eisen von Schwarzenberg (* 19. Januar 1717 in Polsingen; † 4. Februar 1779 in Jaropolec, russisch Ярополец) war ein Geistlicher und Schriftsteller, Aufklärer und Bekämpfer der Leibeigenschaft.

## Leben
Johann Georg Eisen von Schwarzenberg wurde als Sohn des Pfarrers Gottfried Eisen von Schwarzenberg und seiner Frau Elisabeth, geb. Döderlein im mittelfränkischen Polsingen geboren.
Von 1737 bis 1740 studierte Eisen in Jena Theologie, Medizin, Physik und Kameralistik. 1741 ging er nach Livland und war 4 Jahre Hauslehrer auf dem Gut Avvinorm. 1745 erhielt er die Berufung als Pastor für das Kirchspiel Torma und Lohusuu nahe am Peipussee und wirkte dort fast 30 Jahre als Landpfarrer – unterbrochen durch einen zweijährigen Aufenthalt in St. Petersburg von 1764 bis 1766.
1775 legte Eisen sein Amt nieder. Im Jahr darauf nahm er die Berufung als Professor für Ökonomie an der frisch gegründeten Academia Petrina in Mitau (lettisch Jelgava) an und wurde zugleich Inspektor der herzöglichen Landwirtschaft und Gärten. Mit seinen radikalen theologischen und sozialen Anschauungen geriet er auch hier in Schwierigkeiten und gab das Amt schon nach einem Jahr auf, ohne auch nur eine Vorlesung gehalten zu haben. Sein langjähriger Gönner Sachar Grigorjewitsch Tschernyschow (russisch Захар Григорьевич Чернышёв) bot ihm die Stelle als Oberaufseher auf seinem Gut Jaropolec (russisch Ярополе́ц) bei Moskau an. Dort starb Eisen 1779.

## Kampf gegen die Leibeigenschaft
Eisen war bestrebt, seine Ideen durch Zeitungsartikel und Einzelveröffentlichungen möglichst weit zu verbreiten, ganz im Sinne einer Volksaufklärung. Er fühlte sich nicht nur für das Seelenheil seiner Gemeinde verantwortlich, sondern sah seine erzieherische Aufgabe in der Verbreitung neuer Erkenntnisse. In mehreren Schriften propagierte er die Pockenimpfung, schrieb über Gartenbau, Kräuter- und Wurzeltrocknung und andere Themen. An dem von Eisen entwickelten Trockengemüse, Vorläufer der Tütensuppen, zeigte sich besonders die russische Flotte interessiert.
Um 1750 begann Eisen, sich schriftlich mit Fragen der Gesellschaft auseinanderzusetzen. In seinen autobiographischen Aufzeichnungen schreibt er: Zu gleicher Zeit schrieb ich ein Gartenbuch in estnischer Sprache und ein neues Kameralsystem, worin bewiesen wurde, dass die Leibeigenschaft die erste Ursache aller Unvollkommenheit, das Eigentum aber aller Blüte eines Staats sei.
Gemeint ist damit die Schrift Beweis, daß diejenige Verfassung des Bauern, wenn selbiger seinem Herrn als ein Eigentümer von seinem Bauernhof Untertan ist, der einzige Grund sei, worauf alle mögliche Glückseligkeit eines Staates gebauet werden kann. Sie ist nur als Manuskript überliefert, wurde 1934 erstmals auszugsweise auf Lettisch und 1998 vollständig auf Deutsch veröffentlicht.
Eisen empfahl, die Leibeigenschaft auslaufen zu lassen und den Bauern persönliches Eigentum mit dem Recht der Erbfolge zu geben, die Grundbesitzer sollen dafür einen Pachtzins erhalten.
Einige Hofleute in St. Petersburg begannen sich für Ideen Eisens zu interessieren und luden ihn nach St. Petersburg ein.
Im Juni 1762 erteilte ihm Peter III. den Auftrag, einen Plan für die Ansiedlung freier Kolonisten in Livland auszuarbeiten. Auch nach dem Sturz Peters arbeitet er daran weiter, wie er in seinen autobiographischen Aufzeichnungen berichtet: … zwischen 1762 und 1763 fertigte ich einen allgemeinen großen Plan, allenfalls die Leibeigenschaft aufzuheben, an und glaubte das Schwierige und Unmögliche gänzlich leicht und möglich gemacht zu haben.
Als Katharina II. sich 1763 ebenfalls mit der Bauernfrage und der Gründung deutscher Kolonien an der Wolga befasste, wurde Eisen wieder nach St. Petersburg gerufen. Im Oktober 1763 empfing ihn die Kaiserin zur Audienz. Während Katharinas Livländischer Reise im Juni 1764 gewährte sie ihm erneut ein Gespräch.
1764 erschien in der von Gerhard Friedrich Müller herausgegebenen Sammlung russischer Geschichte Eisens schon 1756 geschriebener Aufsatz Eines Livländischen Patrioten Beschreibung der Leibeigenschaft, wie solche in Livland über die Bauern eingeführet ist. Das war die erste überhaupt in Russland gedruckte Arbeit, die sich gegen die Institution der Leibeigenschaft richtete. Die Veröffentlichung alarmierte auch die Livländische Ritterschaft und führte – verstärkt durch die von der Kaiserin geäußerte Absicht zur Veränderung der Verhältnisse – zu Maßnahmen, welche die rechtliche Lage der Bauern in Livland verbesserten (Ascheradensches und Römershoffsches Bauernrecht).
Graf Grigori Grigorjewitsch Orlow beauftragte Eisen, sein System des Bauernlandeigentums durch Ansiedlung freier Ausländer auf dem Orlowschen Gut Ropscha (russisch Ропше) bei St. Petersburg zu verwirklichen. 1766 musste Eisen das Projekt aus den Händen geben, wahrscheinlich wegen Schwierigkeiten mit der Verwaltung, die das Projekt überwachte. Zu Eisens engsten Freunden in dieser Zeit gehörte Johann Reinhold Forster, der mit seinem Sohn Georg auf Einladung Orlows die Gebiete der deutschen Wolgakolonien erforschte.
1766 stellte die Freie Ökonomische Gesellschaft ihre berühmte Preisfrage über das Landeigentum der Bauern. Eisen reichte eine Arbeit ein, die aber nicht prämiert wurde.
Auch an einer weiteren Preisfrage Instruktionen für einen Gutsverwalter im Jahre 1768 beteiligte er sich mit Entwurf zu einer Einrichtung auf den herrschaftlichen Landgütern Rußlands, auf welche sowohl derselben Wirtschaft als auch natürliche Einführung der Freiheit des Bauern gegründet werden kann. Seine Arbeit wurde nicht angenommen, weil sie am Thema vorbeiging.
In den Folgejahren arbeitete Eisen an einer Gesamtanalyse der Agrarfrage, überliefert ist davon nur ein Fragment in der Akademischen Bibliothek in Riga. 1777 unternahm er nochmals einen Versuch zur Verbreitung seiner Ideen und brachte in Mitau sein Journal Philanthrop heraus. In der ersten Ausgabe legte er unter dem Titel Systematischer Entwurf von der Grundverfassung der Staatswirtschaft seine Thesen in neuer Fassung vor. In Kurland, das noch nicht zum Russischen Reich gehörte, konnte Eisen seine Gedanken freier äußern, kritisierte die Leibeigenschaft nicht mehr wegen ihrer Unwirtschaftlichkeit, sondern als ein System, das Menschen ihres natürlichen Grundrechts auf persönliche Freiheit beraubte. Die zweite Ausgabe des Philanthrop verhinderte Eisens Tod.
Für Eisen waren seine theologischen Schriften und sein Kampf gegen die Leibeigenschaft das Wichtigste in seinem Leben.
Um die Mitte des 18. Jahrhunderts verbreiteten sich neue Ansichten über Wohlstand und Reichtum der Gesellschaft: Der Merkantilismus mit seiner Betonung des Handels als Wohlstandsquelle wurde abgelöst vom Physiokratismus und Kameralismus, die die Landwirtschaft als Quelle des Wohlstands betrachteten. Eisen gehört mit seinen Ansichten in diese Generation der politischen Denker Europas.
„Eisens Hoffnungen und sein Einfluß standen und fielen mit der Politik des »aufgeklärten« Herrschers, in den er sein Vertrauen setzte. Eisens Scheitern veranschaulicht das klassische Dilemma des „Projektemachers“ des 18. Jahrhunderts in Mittel- und Osteuropa. Im Falle von Katharina II. kam seine Zeit und ging sodann rasch vorüber. Trotzdem konnte Eisen für sich mit Recht die Ehre beanspruchen, derjenige gewesen zu sein, der die Leibeigenschaftsdebatte ins öffentliche Licht gerückt hatte, zumindest in einigen Kreisen des Russischen Imperiums.“
Im alltäglichen Leben konnte Eisen den Widerspruch zu seinen Ideen nicht umgehen. Als livländischer Pastor war er selbst ein Gutsherr, ihm gehörte der Pastoratsacker und die Pastoratswirtschaft mit leibeigenen Arbeitskräften. Er kaufte Leibeigene, andere ließ er nach St. Petersburg überstellen, um hochstehende Beamte zu beeinflussen, und gab seiner in St. Petersburg verheirateten Tochter einen Leibeigenen als Hofwächter. 1767 hat er jedoch in Torma für drei seiner Leibeigenen ein Zeugnis ausgestellt, das ihnen erlaubte, im Kirchspiel unabhängig zu leben und sich durch eigene Arbeit zu ernähren, bis Eisen oder seine Erben sie zurückfordern würden.

## Familie
Johann Georg Eisen von Schwarzenberg heiratete am 19. Februar 1747 Christina Beata Reussner, die Tochter eines livländischen Pastors. Aus der Ehe gingen 8 Kinder hervor, von denen vier das Erwachsenenalter erreichten.

## Schriften
- Die Blatterimpfung erleichtert und hiemit den Müttern selbst übertragen. Johann Friedrich Hartknoch, Riga 1774. Digitalisat
- Fortsetzung von der erleichterten und den Müttern selbst übertragenen Blatterimpfung. Johann Friedrich Hartknoch, Riga 1774. Digitalisat
- Das Christenthum nach der gesunden Vernunft und der Bibel. . Johann Friedrich Hartknoch, Riga 1777.
- Ausgewählte Schriften. Deutsche Volksaufklärung und Leibeigenschaft im Russischen Reich. Herausgegeben von Roger Bartlett und Erich Donnert. Herder-Institut, Marburg 1998, ISBN 3-87969-266-1.